# Georg Totschnig
Georg Totschnig, avstrijski kolesar, * 25. maj 1971, Kaltenbach, Avstrija.
Totschnig je nekdanji profesionalni cestni kolesar, ki je v svoji karieri tekmoval za ekipe Lampre - Polti, Polti - Granarolo - Santini, Polti, Deutsche Telekom in Gerolsteiner. Nastopil je na poletnih olimpijskih igrah v letih 1992, 1996 in 2004, najboljšo uvrstitev je dosegel v svojem zadnjem nastopu z 21. mestom na cestni dirki. Na Dirki po Franciji leta 2005 je dosegel svojo edino etapno zmago na dirkah Grand Tour, v sedmih nastopih na dirki se je edinkrat v prvo deseterico skupnega seštevka uvrstil leta 2003 s sedmim mestom. Uspešnejši je bil na Dirki po Italiji, kjer se je v štirih nastopih trikrat uvrstil v prvo deseterico skupnega seštevka, bil je peti leta 2003, sedmi leta 2002 in deveti leta 1995. Leta 2000 je zmagal na Dirki po Avstriji, leta 1998 pa je bil drugi na Dirki po Kataloniji. Dvakrat je postal avstrijski državni prvak na cestni dirki in petkrat v kronometru. Leta 2005 je bil izbran za avstrijskega športnika leta. Tudi njegov mlajši brat Harald Totschnig je bil profesionalni kolesar.